# DJ Khaled
Халед Мохамед Халед (енгл. Khaled Mohammed Khaled; Њу Орлеанс, 26. новембар 1975), познат као DJ Khaled, амерички је ди-џеј, музички продуцент и репер.

## Биографија
Рођен је 26. новембра 1975. године у Њу Орлеансу, у породици палестинских родитеља који су избегли у Сједињене Америчке Државе. Његов брат Алек Лед је глумац. Ожењен је Никол Так с којом има сина и ћерку. Себе је описао као побожног муслимана.

## Дискографија
Студијски албуми
- (2006)
- (2007)
- (2008)
- (2010)
- (2011)
- (2012)
- (2013)
- (2015)
- (2016)
- (2017)
- (2019)
- (2021)
- (2022)